# St.-Marien-Kirche (Neu Boltenhagen)

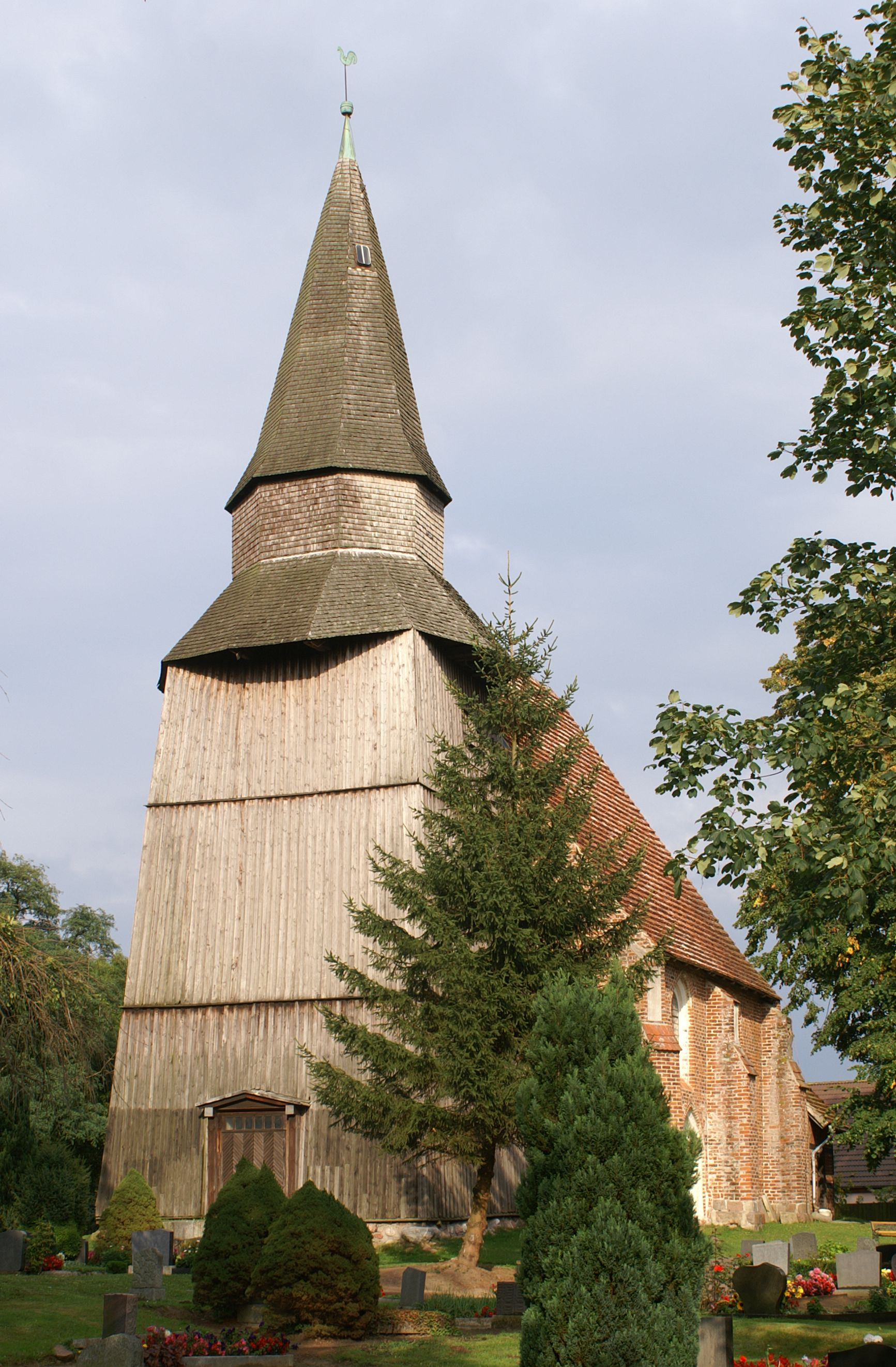
St.-Marien-Kirche

Die evangelische St.-Marien-Kirche in Neu Boltenhagen im Landkreis Vorpommern-Greifswald ist ein gotischer Backsteinbau aus der zweiten Hälfte des 13. Jahrhunderts. Seit 2012 gehört die Kirchengemeinde Neu Boltenhagen zur Propstei Demmin im Pommerschen Evangelischen Kirchenkreis der Evangelisch-Lutherischen Kirche in Norddeutschland. Vorher gehörte sie zum Kirchenkreis Greifswald der Pommerschen Evangelischen Kirche.

## Lage
Die zentrale Verbindungsachse von Neu Boltenhagen in West-Ost-Richtung ist die Alte Dorfstraße. Von ihr zweigt in etwa in der Mitte des Ortes die Ringstraße nach Norden und der Karbower Weg nach Süden ab. Der Sakralbau steht westlich der Kreuzung auf einem leicht ansteigenden Gelände, das mit einer Mauer aus nicht behauenen und nur wenig lagig geschichteten Feldsteinen eingefriedet ist.

## Geschichte
Das Bauwerk wurde vermutlich vor 1280 unter dem Kirchenpatronat des Klosters Eldena errichtet. Der Chor sowie die Nordsakristei stammen aus der Zeit um 1300. Im 14. Jahrhundert errichteten Handwerker auf einem Granitsockel das Kirchenschiff. Ein Fachwerkvorbau an der Südseite stammt aus dem Jahr 1605. Die Fenster sind wie die zugesetzten Schiffsportale spitzbogig. Der hölzerne Westturm besitzt eine Bretterverschalung und einen oktogonalen schindelgedeckten Turmhelm. Er wurde 1490/1491 und um 1728 verstärkt. 1766 kam es zu einem Brand in der Kirche, bei der das Gewölbe einstürzte und anschließend eine Tonnendecke eingezogen wurde. Außerdem vereinfachten Handwerker den Ostgiebel und verkleinerten die Schiffsfenster. Der Architekt des Greifswalder Universitätshauptgebäudes Andreas Mayer nahm sich der weiteren Ausgestaltung des Bauwerks an. Unter seiner Leitung und mit den finanziellen Mitteln der Kirchenpatronin Charlotte Louise von Wakenitz (1719–1774) baute er unter anderem eine neue Orgel sowie einen Kanzelaltar ein. Er ließ weiterhin den Ostgiebel vereinfachen und verkleinerte die Fenster am Kirchenschiff. Ende der 1960er Jahre legten Experten die Reste mittelalterlicher Wandmalereien frei, die Szenen aus dem Kreuzweg zeigen. Nach einer umfassenden Restaurierung der Orgel, die im Jahr 1992 beendet wurde, erfolgte die Umbenennung des Sakralbaus auf den Namen des Gottesmutter Maria.

## Architektur

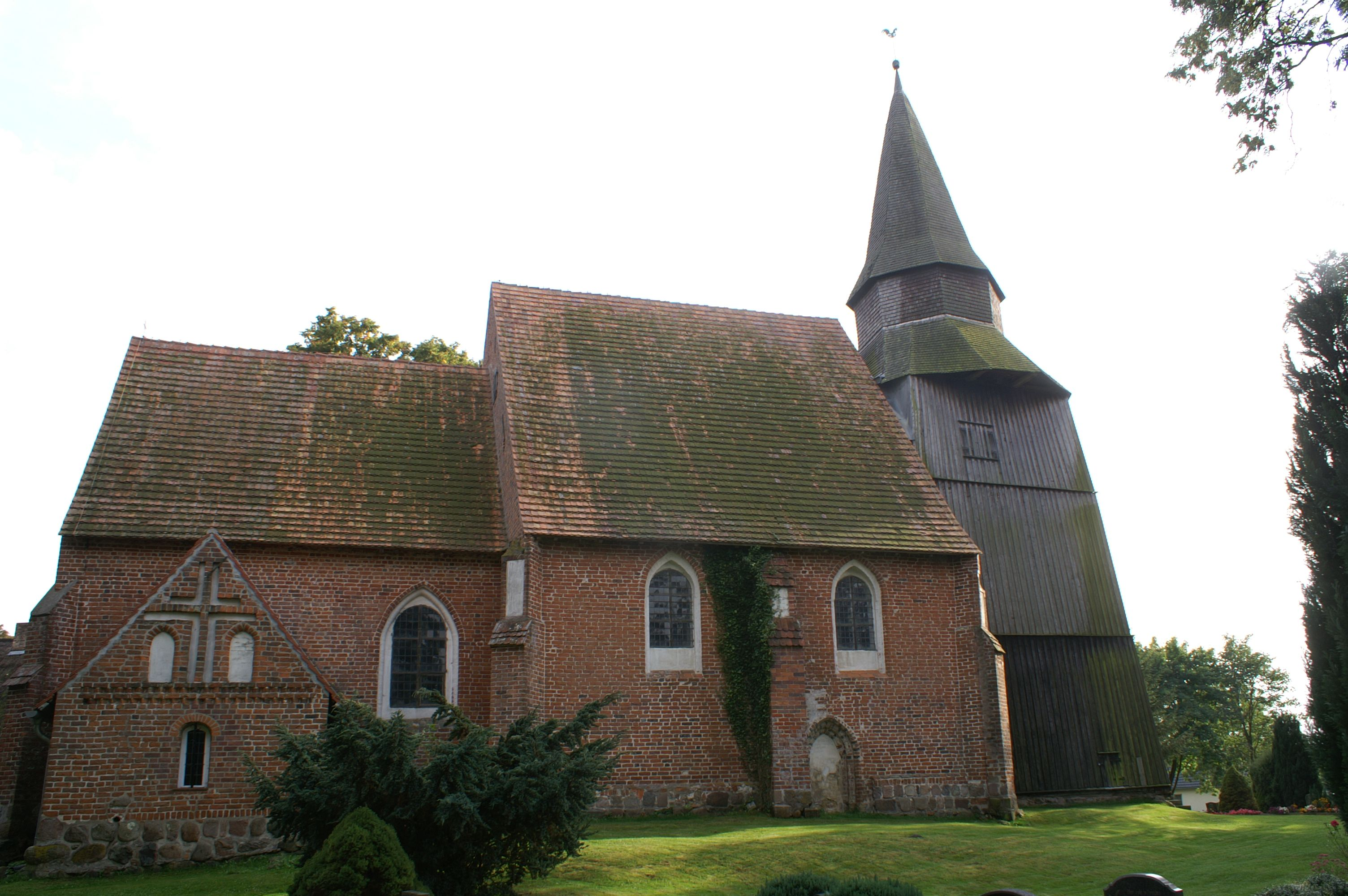
Nordseite

Der zweijochige Chor ist leicht eingezogen und schließt gerade ab. Die Nordsakristei ist mit einem Kreuzrippengewölbe ausgestattet, das mit Rundstäben und Bandrippen verziert ist. Das Kirchenschiff ist zwei Joch lang und wurde aus Mauerziegeln auf einem Granitsockel errichtet. Im Giebel befindet sich ein großes Kreuz in Form einer Blende. Das Schiff besitzt einmal abgetreppte Strebepfeiler mit Putzblende, die an den Ecken schräg gestellt sind. An der Nordseite ist ein spitzbogenförmiges Portal vorhanden, dessen Gewände in abwechselnd grünlichen Farben eingefasst ist. An der Südseite befinden sich ein Fachwerkvorbau sowie eine Priesterpforte. Die Fenster sind wie die zugesetzten Schiffsportale spitzbogig. Der hölzerne Westturm besitzt eine Bretterverschalung und fußt auf einem viereckigen Pyramidenstumpf. Dendrochronologische Untersuchungen ergaben, dass einzelne Hölzer im Jahr 1267 geschlagen wurden. Laut Dehio-Handbuch handelt es sich damit um den ältesten bekannten hölzernen Kirchturm Deutschlands, „wenn nicht Mitteleuropas“. Darauf setzt ein achteckiger schindelgedeckter Stumpf mit Laterne und Spitze auf.
Ernst von Haselberg gibt in seiner Dokumentation die Gesamtlänge des Bauwerks mit 24 Metern bei einer Breite von 15,33 Metern einschließlich der Strebepfeiler an.

## Ausstattung
Der Kanzelaltar wurde 1767 von Andreas Pahlmann nach einem Entwurf von Mayer gebaut. Er zeigt im Korb ein eher selten verwendetes ein Tetragramm im Strahlenkranz als ikonografisches Symbol und ist mit Pilastern sowie einem Dreieckgiebel verziert. Aus dieser Zeit stammen auch die Emporen, zwei Altarleuchter aus Zinn sowie zwei Patronatslogen. An der Ostwand neben einer Sakramentsnische konnten Experten im 20. Jahrhundert Wandmalereien aus der Zeit um 1400 freilegen, die Heilige und Engel zeigen. An der Südwand sind Szenen aus der Passion dargestellt. Sie stammen aus dem Anfang des 15. Jahrhunderts. Das Tafelbild „Dornengekrönter Christus“ aus dem ersten Viertel des 19. Jahrhunderts wird dem aus Neu Boltenhagen stammenden Maler Wilhelm Titel zugeschrieben. Die Tauffünte aus Granit stammt aus der Zeit um 1260 und befand sich ursprünglich im Kloster Eldena. Der Stein ist mit drei Köpfen als Zeichen der Trinität verziert, die auf einem zehnseitigen Fuß ruhen. Er ist 86 cm hoch und hat einen Durchmesser von 48 cm. Die Wandung ist bis zu sieben Zentimeter stark.
Zur weiteren Kirchenausstattung gehört ein Kelch aus Silber. Er ist vergoldet, 21 cm hoch und an seiner breitesten Stelle 10,5 cm im Durchmesser. Er stammt aus dem 18. Jahrhundert, ist sechsteilig aufgebaut und mit einem Maßwerk verziert. Ein weiterer, ebenfalls vergoldeter Silberkelch stammt aus dem Jahr 1782. Daneben existiert eine Oblatendose aus Silber. Sie hat einen Durchmesser von 10 cm sowie im Deckel ein Wappen mit der Inschrift H.S.V.G. Das Werk stammt vermutlich aus dem Ende des 17. Jahrhunderts.
Die Orgel mit klassizistischem Prospekt wurde 1868 in der Werkstatt von Carl August Buchholz & Sohn gefertigt. Sie hat acht Register auf zwei Manualen und Pedal.
Die hölzerne Segmentbogendecke wurde nach dem Brand 1767 eingebaut. Der Chor besitzt eine halbkreisförmige Tonnendecke.
Aus dem Jahr 1592 ist die Existenz von drei Glocken überliefert. Im 19. Jahrhundert sind ebenfalls drei Glocken dokumentiert: die größte stammt aus der Mitte des 18. Jahrhunderts, die mittlere aus dem 19. Jahrhundert sowie die kleinste aus dem Jahr 1870, die zur Zeit der Erhebung durch Haselberg einen Sprung aufwies.
Auf dem Friedhof befinden sich Grabwangen aus dem 18. und 19. Jahrhundert. Die Grabplatte des Pfarrers Friedrich Andreas Gotthilf Titel (1748–1819), Vater von Wilhelm Titel, befindet sich vor dem Chor. Von 1780 bis zu seinem Tode war er Pastor in Neu Boltenhagen. Einige Meter von der Grabplatte entfernt befindet sich das Patronatsgrab derer von Wakenitz.